# Муминов, Улугбек
Улугбек Муминов (26 ноября 1984) — узбекский футболист, защитник киргизского клуба «Алай».

## Биография
В 2003 году сыграл один матч в высшем дивизионе Узбекистана за ташкентский «Трактор». Затем несколько лет играл в низших дивизионах.
В 2011 году перешёл в киргизский клуб «Алай» (Ош). В его составе неоднократно становился чемпионом (2013, 2015, 2016, 2017) и призёром чемпионата Кыргызстана, обладателем (2013) и финалистом Кубка страны. Принимал участие в матчах Кубка АФК.
По состоянию на 2018 год был ассистентом тренера «Алая», при этом продолжал выступать в качестве игрока.